# Franck Louvrier
Pour les articles homonymes, voir Louvrier.
 (octobre 2020).
Si vous disposez d'ouvrages ou d'articles de référence ou si vous connaissez des sites web de qualité traitant du thème abordé ici, merci de compléter l'article en donnant les références utiles à sa vérifiabilité et en les liant à la section « Notes et références ».
Franck Louvrier, né le 30 mai 1968 à Nantes, est un communicant et homme politique français.
Ancien conseiller en communication du ministre puis du président de la République française Nicolas Sarkozy, il a également été président de Publicis Events, vice-président de Publicis Consultants, directeur de la communication et des relations institutionnelles à la Maison de la Métropole Nice Côte d'Azur, basée à Paris.
Membre de LR, il est maire de La Baule-Escoublac et vice-président du conseil régional des Pays de la Loire.

## Biographie
Diplômé en droit et sciences politiques à l’université de Nantes et de la Paris School of Business, il est devenu conseiller en communication de Nicolas Sarkozy en 1997 et fut chargé de la communication de la présidence de la République de 2007 à 2012.
Il débute comme assistant parlementaire d'Élisabeth Hubert, député de la Loire-Atlantique, puis dans son cabinet au ministère de la Santé et de l’Assurance maladie où il est chargé des relations avec la presse. Fin 1995, il occupe les mêmes fonctions auprès de Dominique Perben, ministre de la Fonction publique, de la Réforme de l’État et de la Décentralisation.
Au sein du RPR, il est chef du service de presse sous la présidence d'Alain Juppé. À l’automne 1999, il devient chef de cabinet de Nicolas Sarkozy à la mairie de Neuilly-sur-Seine.
Il est nommé conseiller pour la presse et la communication du cabinet de Nicolas Sarkozy au ministère de l'Intérieur, le 16 juin 2005. Il occupe les mêmes fonctions lors du passage de Nicolas Sarkozy au ministère de l’Intérieur en 2002, puis au ministère de l'Économie en 2004. En décembre 2004, lorsque Nicolas Sarkozy quitte le gouvernement pour prendre la présidence de l'UMP, Franck Louvrier le suit en devenant directeur de la communication au sein du même parti. Franck Louvrier est le plus proche collaborateur de Nicolas Sarkozy sur les questions de communication et de relation avec les médias. Il suit ce dernier lorsqu'il redevient ministre de l'Intérieur, en intégrant le 9 juin 2005 le cabinet en tant que conseiller pour la presse et la communication.
En 2005, Franck Louvrier est à l’origine d’une vaste opération de communication sur Internet pour le compte de l'UMP en envoyant des courriels à près de deux millions d’internautes après avoir loué des fichiers d'adresses électroniques. « Il fallait réveiller la belle endormie et, pour ce faire, passer aux tracts du XXIe siècle », explique Franck Louvrier au magazine Stratégies.
Selon Le Monde, au second semestre 2005, 300 000 euros, soit l'équivalent de 40 % du budget communication, ont été consacrés au nouveau média. Et en 2006, l'effort devait représenter plus de 50 % du budget communication.
Il a également fréquemment recours aux sondages qualitatifs, via des panels, permettant d'ajuster le discours de Nicolas Sarkozy.
En mars 2010, il est élu conseiller régional UMP des Pays de la Loire aux élections régionales. Le 23 juillet 2012, il est nommé président de Publicis Events. Le 8 juin 2013, il est aussi nommé vice-président de Publicis Consultants, responsable du pôle Influence, fonction qu'il cumule avec la présidence de Publicis Events.
En janvier 2013, il se déclare favorable au projet de mariage homosexuel tout en proposant un référendum sur cette question.
En mars 2014, il est élu conseiller municipal de La Baule-Escoublac.
Le 7 mai 2015, il est placé en garde à vue à l'Office anticorruption de la police judiciaire dans le cadre de l'affaire de fausses factures Bygmalion durant la campagne présidentielle de 2012. Il est relâché après son audition sans charge ni poursuites.
Depuis l'élection de Bruno Retailleau à la présidence de la région Pays-de-la-Loire, il est président du comité régional du tourisme ainsi que président du syndicat mixte des transports Lila Presqu'île et vice-président du parc naturel régional de Brière.
Candidat lors des élections législatives de 2017 dans la 7e circonscription de la Loire-Atlantique, il est battu au second tour par la candidate de La République en marche, Sandrine Josso, avec 38,89 % des suffrages. Il affirme pendant la campagne qu'il est en mesure de mieux travailler avec Emmanuel Macron que sa concurrente.
Le 13 octobre 2018, il est élu président de la fédération de la Loire-Atlantique du parti Les Républicains. Il ne se représente pas en novembre 2023 pour un troisième mandat.
Emmanuel Macron lui propose en 2019 de devenir son conseiller en communication à l’Élysée mais il refuse pour se consacrer aux élections municipales. 
Il démissionne de Publicis afin de pouvoir être plus souvent à La Baule, en vue des élections municipales de 2020, lors desquelles il est tête de liste LR. Il annonce qu'en cas d’élection, il quittera son actuelle profession de directeur de la communication de la métropole Nice Côte d'Azur.
Le 5 juillet 2020, il est élu maire de La Baule-Escoublac avec 25 voix sur 33. Un recours administratif a été déposé par son opposant à la mairie, le candidat LREM Jean-Yves Gontier concernant une possible fraude aux procurations lors du second tour des élections. Ce dernier estime être en mesure de faire annuler les élections au vu des éléments à sa disposition. Cependant, le 28 janvier 2021, les résultats du second tour sont validés par le président de la 6e chambre du tribunal administratif de Nantes et l'élection de la liste menée par Franck Louvrier est validée. Il annonce en 2025 se représenter pour un deuxième mandat.
Il soutient Valérie Pécresse, candidate LR à l'élection présidentielle de 2022.
Il souhaite un pacte de gouvernement entre son parti, LR, et le parti d'Emmanuel Macron, LREM, après l'élection présidentielle de 2022. Il milite également pour une liste commune entre les deux partis pour les élections européennes de 2024.

## Résultats électoraux

### Élections législatives
| Année | Parti | Parti | Circonscription           | 1er tour | 1er tour | 1er tour | 2d tour | 2d tour | 2d tour |
| Année | Parti | Parti | Circonscription           | Voix     | %        | Rang     | Voix    | %       | Issue   |
| ----- | ----- | ----- | ------------------------- | -------- | -------- | -------- | ------- | ------- | ------- |
| 2017  |       | LR    | 7e de la Loire-Atlantique | 11 852   | 20,67    | 2e       | 16 787  | 38,89   | Battu   |

### Élections municipales
| Année | Parti | Parti | Commune            | Position      | 1er tour | 1er tour | 1er tour | 2d tour | 2d tour | 2d tour | Sièges (CM) |
| Année | Parti | Parti | Commune            | Position      | Voix     | %        | Rang     | Voix    | %       | Issue   | Sièges (CM) |
| ----- | ----- | ----- | ------------------ | ------------- | -------- | -------- | -------- | ------- | ------- | ------- | ----------- |
| 2020  |       | LR    | La Baule-Escoublac | Tête de liste | 2589     | 37,72    | 1er      | 3697    | 48,06   | Élu     | 25 / 33     |

## Ouvrage
- La Baule intime, C & F éditions, 2019.
- Ce qu'il me reste à faire, Librinova, 2025.

## Dans la fiction
- 2011 : dans le film La conquête, son rôle est interprété par Mathias Mlekuz.
- 2013 : dans le téléfilm La Dernière Campagne, son rôle est interprété par Pierre Diot.

### Sources
- « Présidentielle : un premier tour virtuel pour le PS et l'UMP », de Constance Baudry paru dans Le Monde daté du 10 mars 2006.
- « Les protecteurs de Bercy », d’Emmanuelle Walter paru dans le Nouvel Obs - Paris Île-de-France du 10 juin 2004.
- « Sarkozy : les secrets d’un virage à droite », de Nathalie Schuck (avec Frédéric Gerschel), Le Parisien du 11.02.2012